# Jeux d’eau

Maurice Ravel, Jeux d’eau, Anfang (Erstausgabe)

Jeux d’eau (französisch für „Wasserspiele“) ist ein ca. fünfminütiges Klavierstück, das Maurice Ravel 1901 komponierte.

## Einzelheiten
Ravel überschrieb die Komposition mit einem Zitat von Henri de Régnier: Dieu fluvial riant de l'eau qui le chatouille, also etwa ein Flussgott, der lacht, weil ihn das Wasser kitzelt.
Es steht am Beginn einer Reihe von bedeutenden Klavierwerken dieses Komponisten und zeigt im Kern bereits die damals zum Teil revolutionären Eigenarten des Ravelschen Klavierstils: Seine typische Harmonik, ausgeprägte Verwendung technischer Spezialitäten wie Spielen zweier Tasten mit einem Daumen, Ineinandergreifen der Hände, Akkordtriller und Glissandi sowie eine sogar Franz Liszts Werk übertreffende Darstellung des Klangspektrums des modernen Konzertflügels, unter anderem durch Ausnutzung auch der extremen Register.
Ravel widmete das Stück seinem prominenten Lehrer mit den Worten „À mon cher maître Gabriel Fauré.“